# Новая Марьевка (Гомельская область)
Новая Марьевка (бел. Новая Мар'еўка) — деревня в Щедринском сельсовете Жлобинского района Гомельской области Белоруссии.

## География
В 39 км на запад от Жлобина, 16 км от железнодорожной станции Красный Берег (на линии Бобруйск — Жлобин, 131 км от Гомеля.
На западе мелиоративные каналы и река Любица (приток реки Ала).

## История
По письменным источникам известна с XIX века как деревня в Степовской волости Бобруйского уезда Минской губернии. В 1925 году в Паричском районе Бобруйского округа. В 1929 году организован колхоз «За Родину». Во время Великой Отечественной войны 15 жителей погибли на фронте. Согласно переписи 1959 года в составе колхоза «Прогресс» (центр — деревня Степы).

## Население

### Численность
- 2004 год — 7 хозяйств, 9 жителей.
- 2009 год — 6 жителей.

### Динамика
- 1897 год — 27 дворов, 156 жителей (согласно переписи).
- 1925 год — 43 двора.
- 1959 год — 202 жителя (согласно переписи).
- 2004 год — 7 хозяйств, 9 жителей.
- 2009 год — 6 жителей.

## Транспортная сеть
Транспортные связи по просёлочной, а затем автомобильной дороге Бобруйск — Гомель. Планировка состоит из короткой прямолинейной улицы, ориентированной с юго-запада на северо-восток, застроенной неплотно деревянными усадьбами.